# Kern Pál
Kern Pál (születésekor anyakönyvezett nevén Winkler Pál Bálint Antal, Budapest, 1884. január 8. – Eger, 1943. március 6.) magyar tisztviselő, nyugalmazott katonatiszt, akinél insomnia állapota állt fenn.

## Életrajza
Kern Pál Budapesten, a Józsefvárosban született, Kern Antal ausztriai származású kávéházi tüzelő és Winkler Paulina szakácsnő második, házasságon kívüli gyermekeként. Tanulmányait felső kereskedelmi érettségivel fejezte be. Magánhivatalnokként dolgozott, 1911-től a Budapesti Szabóiparosok Hitel- és Termelőszövetkezetének pénztárnoka volt, majd a háború után, 1922-ben ismét ott helyezkedett el. Ezzel párhuzamosan, a háború előtt a Művezetők Országos Szövetségében viselt másodjegyzői tisztséget.
1909-ben vette feleségül Fekete Terézt, 1925-ben elváltak. A házasságból egyetlen gyermeke született (Margit, 1911). 1934-ben kötött házasságot Henn Máriával, akivel három gyermekük volt (József, Klára, Györgyi).
A világháború végén 100%-os rokkantnak minősítették, nem sokkal később visszaminősítették 75%-os rokkantnak. A polgári életbe visszatérve nehezen találta a helyét. A Tanácsköztársaság idején sikkasztás vádjával letartóztatták, de néhány napos fogvatartás után szabadon engedték. Ezt követően viszont 1920-ban tartóztatták le, ezúttal bolsevik, államellenes izgatás vádjával.
1928-tól az Országos Társadalombiztosító Intézet alkalmazta, majd az egészségi állapota romlásakor innen ment nyugdíjba 1937-ben.
Ezután a családjával Rákoshegyen lakott. Halálát szívbénulás okozta az irgalmas rendiek egri férfikórházában, ahol agylágyulás miatt ápolták. Világháborús szerepére tekintettel (lásd lentebb) temetésére az egri Hősök temetőjében került sor.

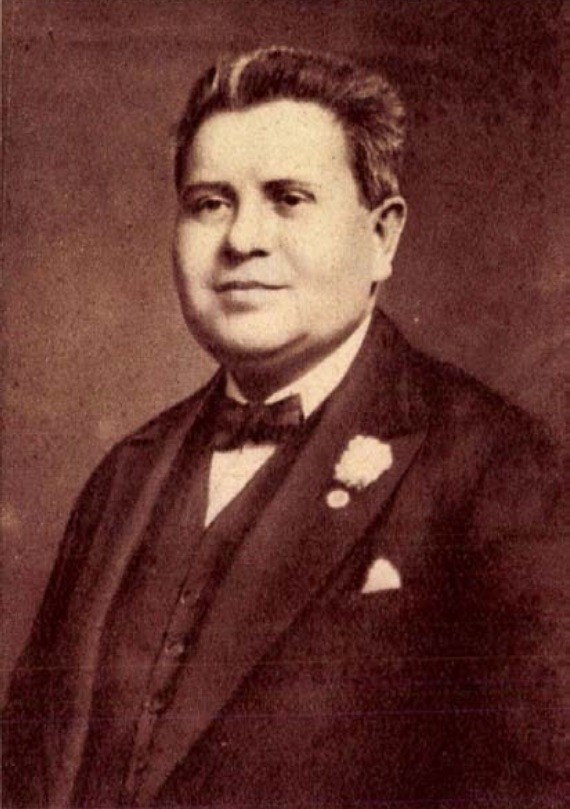
Kern Pál 1930-ban (Forrás: Tolnai Világlapja)

## Világháborús részvétele
A háború kitörésekor önként bevonult, és a 19. honvéd gyalogezred kötelékében tartalékos zászlósként, majd 1915. május 1. után tartalékos hadnagyként harcolt a keleti fronton. Számos kitüntetésben részesült. Igazolhatóan megkapta az Arany Vitézségi Érmet, a 2. osztályú Ezüst Vitézségi Érmet, a német Vaskereszt másodosztályát, a hadiékítményes 3. osztályú Katonai Érdemkeresztet, valamint a Károly-csapatkeresztet.

## Alvásképtelensége
1915. június 24-én Kern Pál századparancsnokként egy orosz állások ellen indított éjszakai vagy hajnali támadást vezetett, melynek során fejlövés érte. A lövedék oldalról, a halántéka mellett találta el a homlokát, és a frontális lebenyen sérülést okozva a másik oldalon távozott. (A csont folytonossági hiánya a későbbi években is kitapintható maradt.) Az eszméletlen Kern Pált a lembergi (ma: Lviv) kórházba szállították, ahol három hét után tért magához. Elmondása szerint soha többé nem tudott elaludni. Sebesülését követően a háború hátralevő részét betegállományú tisztként töltötte különböző egészségügyi intézményekben. A háború után évekig „nem tudott” másokhoz szólni, amit nagyfokú „idegkimerüléssel” magyarázott.
Alvásképtelensége miatt 1930–1938 között a hazai sajtó vissza-visszatérően foglalkozott a történetével azt követően, hogy több külföldi lap is írt róla. 1930-ban Ausztráliában jelent meg róla cikk, Argentínában pedig még 1941-ben is közölt róla egy hosszabb képes riportot a Mundo Argentino.
Saját elmondása és az arról beszámoló újságírók szerint az állapota a következő tünetekkel járt:
- Az álmosság és az alvás, valamint az ásítási inger teljes hiánya[18]
- Gyakran fellépő erős fejfájás és tompa nyomás a fejben[19]
- Túlhallás[15]
- A hanghullámok intenzívebb érzékelése (vélekedése szerint a koponyacsontján ütött lyukak miatt)[15]
- Huzamosabb passzivitás, egy-másfél óránál  hosszabb fekvés – vagy akár egy számára kellemetlen zene – hatására idegesség, heves izgalom, fejzúgás jelentkezése. (A rendszeres „idegesség” miatt 2-3 óránként hideg vízben lemosakodott.)[20]
- Olvasás vagy egyéb szellemi tevékenység nélkül töltött nap után másnapi fáradtságérzet, kimerültség jelentkezése.[21] Elmondása szerint, „ha pihentettem a gondolataimat, fáradt leszek és jóformán megáll az eszem, nem emlékszem semmire”[22]
- Erős fáradtságérzet esetén „furcsa kábulatba esett, az öntudat teljes megmaradása mellett”[23]
- Elfáradó, az erős lámpafényre érzékeny szem[24]
- Lerészegedésre való képtelenség[20]
- Nehézkes lépcsőzés[15]

Az orvosok véleménye megoszlott Kern Pál alvászavarával és egyéb tüneteivel kapcsolatban. Moravcsik Ernő Emil elmeorvos, klinikaigazgató két héten át vizsgálta, hogy valóban nem alszik-e. Egy névtelenül, általánosságban nyilatkozó szakember szerint „lehet, hogy a beteg kóros álmatlanságban szenved, időnként — anélkül, hogy maga is tudná — alszik azért. Gyakori eset ugyanis, hogy akik álmatlanságban szenvednek, úgy alszanak, hogy később nem is emlékeznek rá”. Hudovernig Károly elmeorvos, kórházigazgató főorvos szerint Kern amúgy „szellemileg nem zavart, melankóliára hajlamos, vigyáznia kell, nehogy lelki depresszió következzék be nála, mert ez végzetessé lehet”.
1938-ban sikerült egy kísérlet során hipnotizálni, ennek során két órán keresztül az alváshoz látszólag hasonló állapotban volt.